# Henryk V Lancaster

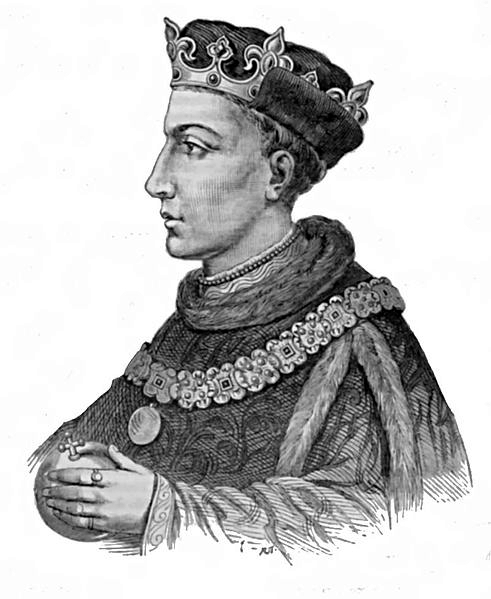
Henryk V Lancaster

Henryk V Lancaster, Henryk Monmouth (ur. 9 sierpnia lub 16 września 1387 w Monmouth w Walii, zm. 31 sierpnia 1422 w Vincennes we Francji) – król Anglii w latach 1413–1422.

## Książę Walii
Syn króla Henryka IV Lancastera i jego pierwszej żony, Marii Bohun, córki 7. hrabiego Hereford. Urodził się w zamku Monmouth i był prawnukiem króla Edwarda III. Odebrał staranne wykształcenie, znał łacinę, francuski, interesował się muzyką i grał na harfie. Czytał również książki z dziedziny prawa i teologii. Niektóre źródła twierdzą, że Henryk jako dziecko był bardzo chorowity. Jeśli nawet tak było, nie rzutowało to na jego dalsze życie. W 1398 r. pozostał w Anglii razem z młodszym rodzeństwem (miał trzech braci i dwie siostry), kiedy jego ojciec został wygnany przez króla Ryszarda II. Monmouth spędzał czas na dworze królewskim. Towarzyszył również królowi w jego ekspedycji do Irlandii w 1399 r. W tym samym roku do Anglii powrócił ojciec Henryka, który następnie obalił króla Ryszarda i 13 października został koronowany na króla Anglii. Henryk otrzymał wówczas tytuły księcia Walii, księcia Akwitanii i księcia Lancaster.
Pierwsze doświadczenia polityczne i militarne młody książę Walii pobierał u boku Henry’ego Percy’ego, słynnego rycerza, podczas walk z walijskim buntownikiem Owenem Glendowerem, który 16 września 1400 r. ogłosił się księciem Walii i wszczął partyzancką wojnę przeciwko Anglikom. Kiedy Hotspur zbuntował się przeciwko królowi Henrykowi IV w 1403 r., książę Walii stanął u boku swojego ojca i brał udział w decydującej bitwie pod Shrewsbury, gdzie dowodził prawą flanką wojsk królewskich. Młody Henryk wywołał podziw swoją odwagą, ale został ciężko ranny – strzała wbiła mu się w twarz i usunięto ją w wyniku skomplikowanej jak na owe czasy operacji.
Po Shrewsbury Henryk zaangażował się całkowicie w sprawy walijskie. Jego postępy w Walii hamowane były przez permanentny brak funduszy. Dochodziło nawet do tego, że książę musiał opłacać żołnierzy ze swojej prywatnej szkatuły. Dopiero przeprowadzenie reformy finansów w 1407 r. sprawiło, że Henryk zyskał fundusze potrzebne do prowadzenia oblężeń zamków Glendowera. Ich upadek pod koniec 1408 r. był przełomem w wojnie. Od tej pory działania angielskie nie napotykały większego oporu i do 1410 r. cała Walia została ponownie poddana angielskiej dominacji. Parlament złożył listy gratulacyjne na ręce Henryka i poprosił go, by jeszcze przez pewien czas osobiście dowodził wojskami w Walii.
W wyniku sukcesów w kampanii walijskiej Henryk zyskał spory szacunek w społeczeństwie. Rozpoczął również działania na forum politycznym, coraz bardziej zastępując chorego ojca. W 1410 r. przy pomocy swoich stryjów (nieślubnych synów Jana z Gandawy), Henryka i Tomasza Beaufortów, uzyskał w praktyce kontrolę nad Radą Królewską. Polityka księcia, zarówno wewnętrzna, jak i zewnętrzna, znacząco odbiegała od polityki Henryka IV. Dodatkowo na przełomie 1408 i 1409 r., kiedy Henryka zmógł atak choroby, który o mało co nie doprowadził króla do śmierci, młody książę próbował wymusić na ojcu abdykację. Henryk IV zdenerwował się na tyle, że w listopadzie 1411 r. usunął syna z Rady.
W 1412 r. król Henryk zorganizował wyprawę do Francji pod wodzą swojego młodszego syna, Tomasza. Henryk, wciąż obrażony na ojca, odmówił udziału w wyprawie. Ekspedycja zakończyła się porażką, a pozostający w Anglii Henryk został oskarżony o zdradę. Książę w odpowiedzi rozesłał listy do baronów, których zapewniał o swej lojalności i prosił o wstawiennictwo u króla. Równocześnie oskarżył o zdradę baronów stojących przy królu. Nikt nie został skazany, ale stosunki między ojcem i synem stały się bardzo napięte. Niektórzy historycy uważają, że gdyby nie szybka śmierć króla (20 marca 1413 r.), w Anglii doszłoby do wojny domowej.

## Król Anglii
Książę Walii został ogłoszony królem 21 marca 1413 r., zaś 9 kwietnia odbyła się koronacja w Opactwie Westminsterskim. Pierwsze dwa lata rządów upłynęły Henrykowi na usprawnianiu systemu władzy i systemu skarbowego w państwie. Finanse zostały uzdrowione nie tyle dzięki reformom monetarnym czy tworzeniu nowych organów skarbowych, co dzięki sprawnemu wykorzystaniu istniejących mechanizmów i ściąganiu istniejących już podatków. Henryk zbierał pieniądze z myślą o przyszłej kampanii we Francji, ale dochody z podatków mogły okazać się niewystarczające. Pomogła tu popularność króla w społeczeństwie, dzięki której Henryk otrzymywał liczne i hojne darowizny.
Parlament był również pod wrażeniem działalności Henryka na polu wymiaru sprawiedliwości, który wciąż nie działał sprawnie na licznych obszarach królestwa. Znaczące postępy poczyniono na tym polu już za panowania Henryka IV, kiedy to znacznie ograniczono plagę zbrojnych band siejących postrach na angielskich drogach. Sądownictwo za Henryka V działało równie sprawnie i bardziej surowo, tępiąc różne przejawy łamania prawa. Mając jednak na oku wyprawę do Francji, Henryk często stosował akt łaski wobec licznych rozbójników, pod warunkiem ich powrotu do armii. Chciał w ten sposób ich łupieski zapał wykorzystać przeciwko swojemu głównemu wrogowi i dla swoich korzyści.
Być może najważniejszą kampanią Henryka podjętą w tym okresie jego panowania była próba zjednoczenia wszystkich warstw społeczeństwa przy osobie króla. Henryk przejawiał wolę wybaczenia licznym szlacheckim rodzinom stojącym cały czas w opozycji do rządów Domu Lancasterów i wciąż popierających króla Ryszarda II, takich jak chociażby Edmund Mortimer, 5. hrabia Marchii, którego Ryszard wyznaczył na swojego następcę. Podczas rządów Henryka IV, Henryk V trzymał pieczę nad Edmundem i jego młodszym bratem Rogerem, a po objęciu tronu przywrócił Mortimerom ich rodowe włości. W następnych latach lord Marchii stał wiernie przy królu, odrzucając złożoną mu w 1415 r. przez spiskowców propozycję objęcia tronu po obaleniu Henryka V. Czyniąc ukłon w stronę zwolenników Ryszarda II, Henryk rozkazał ekshumować ciało króla i pochować je z pełnymi honorami w Opactwie Westminsterskim.
Podobnie jak ojciec, również Henryk V wspierał działania mające na celu zwalczenie lollardów. Utworzono specjalną komisję, która miała wyszukiwać lollardów i karać ich śmiercią. Biegu spraw nie zmieniło powstanie lollardów w 1414 r., które zostało błyskawicznie stłumione. W marcu 1414 r. ogłoszono amnestię dla tych przedstawicieli lollardów, którzy się poddadzą i nawrócą. Swoim postępowaniem zyskał w oczach Kościoła jako obrońca chrześcijaństwa w Anglii. Według Derka Leebaerta, Henryk V był bigotem i zabójcą chłopów.
Henryk wspierał ideę odrębności Anglików spośród innych narodów, co przejawiało się chociażby w częstym używaniu języka angielskiego. Za króla Henryka V zaczęto pisać ważne dokumenty państwowe w pospolitym języku angielskim. Sfery wyższe angielskiego społeczeństwa przez stulecia, od normańskiego podboju w 1066 r., używały łaciny i języka francuskiego. Henryk przywrócił więc język angielski na wyspiarskie salony. Chciał w ten sposób wyróżnić Anglików od narodów kontynentu i zjednoczyć ich w przededniu rozprawy z Francją. W końcu nadszedł rok 1415, w którym miały się spełnić wojenne marzenia króla Henryka V.

## Rok 1415

### Spisek
Od czasu normańskiego podboju w 1066 r. Anglia poświęcała coraz więcej uwagi sprawom kontynentu, zwłaszcza francuskim. Sprawy te stały się niejako priorytetowe w 1154 r., kiedy tron objął Henryk II Plantagenet, posiadacz licznych włości na kontynencie – Andegawenii, Normandii czy też Akwitanii. Swoje wpływy roztaczał również na Tuluzę i Bretanię. Potężne imperium Plantagenetów stanowiło śmiertelne zagrożenie dla francuskiej monarchii Kapetyngów, którzy wytrwale dążyli do usunięcia Plantagenetów z Francji. Udało się to na początku XIII w., kiedy w wyniku działań Filipa II Augusta posiadłości angielskie na kontynencie zostały ograniczone do Gujenny. 100 lat później do tej rywalizacji doszła kwestia sukcesji francuskiego tronu po wymarciu głównej linii Kapetyngów. Pretensje zgłosił Kapetyng po kądzieli, król Edward III (pradziadek Henryka). Francuscy parowie odrzucili jednak jego kandydaturę i wybrali królem Filipa de Valois, z bocznej linii Kapetyngów. Edward nie pogodził się z tym i w 1337 r. ogłosił się królem Francji rozpoczynając tzw. wojnę stuletnią. Po początkowych sukcesach Anglików (zwycięstwa pod Crécy i Poitiers) przyszedł czas na sukcesy Francuzów, którzy ponownie ograniczyli angielskie posiadłości na kontynencie.
W chwili objęcia tronu przez Henryka od kilkudziesięciu lat utrzymywał się chwiejny rozejm między Anglią a Francją. Henryk był jednak zdecydowany wznowić działania wojenne. Sprzyjały temu wewnętrzne zawirowania we Francji. Król Karol VI od ponad 20 lat był pogrążony w obłędzie, a jego najbliższe otoczenie rywalizowało w walce o władzę. W toku tej walki wykształciły się dwa stronnictwa, na czele których stali królewski brat książę Orleanu i królewski stryj Filip Burgundzki (po jego śmierci w 1404 r. jego syn Jan bez Trwogi). Sytuację zaogniło zamordowanie księcia Orleanu w 1407 r. na polecenie Burgundczyka. Nowy książę Orleanu sprzymierzył się z potężnym hrabią d’Armagnac, od którego pochodzi nazwa stronnictwa – Armaniacy (ich konkurenci to Burgundczycy). Działania Armaniaków i Burgundczyków pogrążały Francję w wojnie domowej i stwarzały Henrykowi wymarzoną okazję do realizacji swoich planów.
Zanim król mógł wyruszyć do Francji, musiał rozprawić się ze spiskiem, który zawiązał się w jego najbliższym otoczeniu. Trzej arystokraci, kuzyn króla hrabia Cambridge, sir Thomas Grey of Heaton i Henry Scrope, 3. baron Scrope of Masham, zawiązali spisek, który miał na celu obalenie i zamordowanie króla Henryka, i oddanie korony szwagrowi Cambridge’a, hrabiemu Marchii, wyznaczonego już przez Ryszarda II na dziedzica korony. Równolegle miały wybuchnąć powstania lollardów w hrabstwach zachodnich oraz Percych na północy. Hrabia Marchii odmówił jednak przyjęcia korony i doniósł o wszystkim królowi. Ten zareagował błyskawicznie i 31 lipca 1415 r. aresztowano spiskowców. Grey został stracony 3 sierpnia, dwaj pozostali 5 sierpnia. 11 sierpnia król wypłynął z Portsmouth na czele 12 000 żołnierzy z zamiarem podboju Francji.

### Oblężenie Harfleur
13 sierpnia flota angielska dotarła do ujścia Sekwany. Następnego dnia, nie napotykając oporu, wojsko zeszło z okrętów. Przemawiając do swoich ludzi Henryk surowo zakazał wszelkich rabunków i gwałtów pod groźbą kary śmierci. Pierwszym celem Anglików było portowe miasto Harfleur, baza francuskiej floty i potencjalny port zaopatrzeniowy dla angielskiej armii. 18 sierpnia brat króla, Tomasz Lancaster, 1. książę Clarence, założył obóz po wschodniej stronie miasta odcinając ostatecznie obrońców od wszelkich posiłków. Miasto (bronione przez ok. 400 ludzi) wytrzymało jednak do 22 września. Zdobycie miasta nie poprawiło jednak sytuacji Henryka, gdyż w wojsku wybuchła epidemia dyzenterii. Henryk musiał odesłać część wojska do Anglii (w tym swojego brata, Clarence’a), zostawił w Harfleur nieliczny garnizon, po czym 8 października wymaszerował z miasta na czele ok. 9000 ludzi.
Celem Henryka było Calais, główna angielska baza na kontynencie. Droga była jednak daleka, a do Henryka dochodziły wieści o marszu potężnej armii francuskiej pod wodzą konetabla Karola d’Albret, w liczbie ok. 20 000 ludzi. Francuzi mieli zamiar dopaść Anglików gdzieś między Harfleur i Calais, najlepiej nad rzeką Sommą. Henryk starał się uniknąć bitwy. Przez 2 i pół tygodnia jego żołnierze przeszli 260 mil, armia była niedożywiona, a żołnierze cierpieli na różne choroby. W końcu jednak udało się Francuzom zablokować Anglikom drogę do Calais. 24 października obie armie stanęły naprzeciw siebie w wąskim przejściu między lasami Tramecourt i Azincourt.

### Azincourt

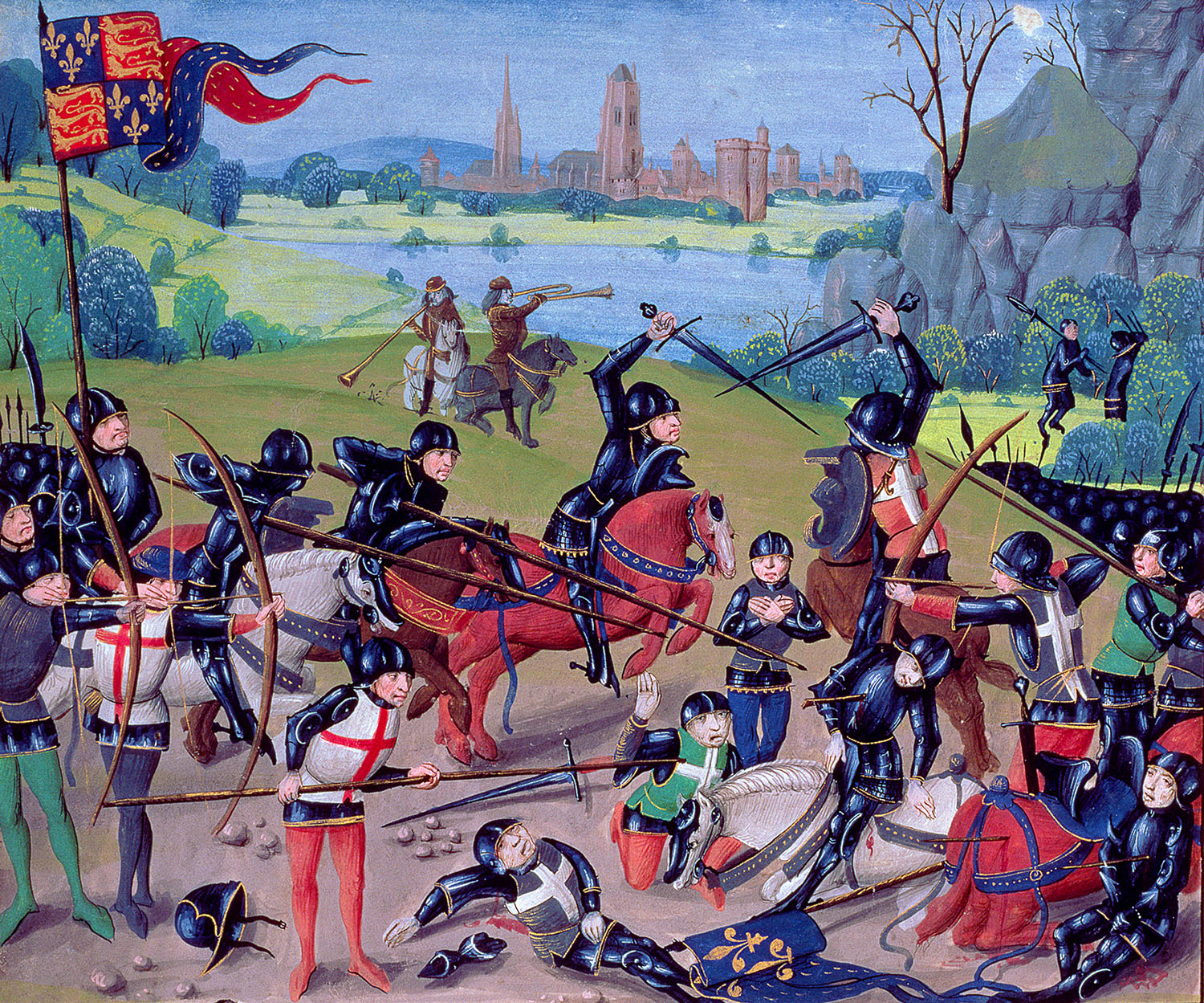
Bitwa pod Azincourt

Francuzi byli dowodzeni przez Karola d’Alberta i marszałka Jeana Il Le Maingre’a (zwanego Boucicaut). Henryk ustawił swoje wojska w tradycyjny sposób. Na skrzydłach znajdowali się łucznicy, w centrum piechota i spieszona kawaleria oraz 200 łuczników. Francuzi ustawili swoje wojska w trzy linie, ze słabymi skrzydłami. Przed bitwą Henryk wygłosił mowę do swoich żołnierzy. Powiedział w niej, że w razie porażki angielscy szlachcice dostaną się do niewoli i wyjdą po zapłaceniu okupu, ale szeregowi żołnierze (których w armii była większość) zostaną wybici do nogi. Anglicy muszą dać więc z siebie wszystko, gdyż tylko zwycięstwo daje im nadzieję na ocalenie.
Bitwa rozpoczęła się 25 października, około 3 godziny po wschodzie słońca. Ziemia była grząska po niedawnej ulewie, ale nie zniechęciło to francuskiej kawalerii, która zaszarżowała na Anglików. Powtórzyła się sytuacja spod Crecy i Poitiers. Angielscy łucznicy zasypali Francuzów gradem strzał. Francuskie rycerstwo poniosło ciężkie straty, a jego impet, i tak już spowolniony stanem gruntu, uległ dalszemu zahamowaniu. Co gorsza, do ataku ruszyły pozostałe trzy szeregi Francuzów, co tylko spotęgowało chaos. Francuzi skoncentrowali się na atakowaniu angielskiego centrum, co spowodowało, że łucznicy ze skrzydeł mogli bez przeszkód razić Francuzów. Jednak przewaga liczebna przeciwnika była na tyle wysoka, że Henryk musiał użyć w walce czeladzi obozowej. Doprowadziło to do tego, że angielskie tabory zostały splądrowane przez miejscowych wieśniaków.
Tymczasem chaos w poczynaniach Francuzów umożliwił Anglikom okrążenie ich armii. Wzięto wielu jeńców, ale większość z nich została następnie wymordowana, kiedy pojawiły się nieprawdziwe pogłoski o ataku francuskich odwodów. Cześć armii francuskiej wycofała się z pola bitwy. Henryk V był panem pobojowiska. Następnego dnia rano powrócił na pole bitwy i rozkazał dobić rannych Francuzów. Co znaczniejsi jeńcy poszli wraz z jego armią do Calais.
Bitwa pod Azincourt była straszną klęską militarną i prestiżowym ciosem dla stronnictwa armaniaków, którzy za jednym zamachem utracili wojenną sławę i swoich przywódców. Straty Francuzów były przerażające – zniszczeniu uległa cała armia, a wśród poległych znaleźli się m.in. konetabl d’Albret, trzej książęta krwi (Antoni Brabancki, Filip II de Nevers i Jan I d’Alençon) oraz przeszło 90 wielkich panów. Do niewoli dostali się książę orleański i marszałek Boucicaut. Ze strony angielskiej zginął kuzyn króla, Edward Norwich, 2. książę Yorku. Historia, że ze strony angielskiej zginęło tylko 13 rycerzy i 100 piechurów wydaje się nieprawdopodobna (obecnie ocenia się straty Anglików na ok. 400-500 ludzi), ale oddaje dobrze skalę niespodziewanego sukcesu Henryka V.

### Powrót
Zaraz po bitwie Anglicy podjęli próbę zdobycia pobliskiego zamku Azincourt, ale zmęczenie po bitwie sprawiło, że król zdecydował wycofać się do Maisoncelles. Następnego dnia ruszono z powrotem w kierunku Calais. Cel osiągnięto 29 października. Henryk pozostał tam do 16 listopada, kiedy to wypłynął do Dover. 23 listopada tryumfalnie wjechał do Londynu i złożył ofiary dziękczynne w katedrze św. Pawła.
Z wyjątkiem kilku tygodni Henryk przebywał w Anglii do lata 1417 r. Król ułagodził swoich niedawnych przeciwników oddając wszystkie włości i tytuły rodom Mortimerów, Hollandów i Percych. Należało również zabezpieczyć pogranicze walijskie i pozbyć się ostatnich stronników Glendowera. Ostatecznie udało się to w 1416 r. W tym samym roku Anglię odwiedził król niemiecki Zygmunt Luksemburski, który rozmawiał z Henrykiem na temat zakończenia Schizmy Zachodniej. Cesarz dążył również do zaprowadzenia pokoju między Anglią i Francją. W drodze do Anglii zatrzymał się w Paryżu, a 27 kwietnia przybył do Dover w towarzystwie francuskiego poselstwa. Rozmowy angielsko-francuskie toczyły się jak po grudzie. W międzyczasie kapitan Harfleur, hrabia Dorset, urządzał niszczycielskie rajdy w głąb Francji, a Francuzi atakowali południowe wybrzeża Anglii. Rozmowy ostatecznie zakończyły się niepowodzeniem, ale Henrykowi udało się zawrzeć sojusz z cesarzem. Pod koniec sierpnia cesarz odpłynął do Calais. Jesienią Henryk zawarł również porozumienie z księciem Burgundii Janem bez Trwogi.
19 października zebrał się drugi za rządów Henryka Parlament. W swojej otwierającej mowie Henryk wyraził swój głęboki żal wobec fiaska rozmów pokojowych. Gminy w odpowiedzi oświadczyły, że będą stać wiernie przy królu. Uchwalono również fundusze na cele wojenne. Dzięki nim udało się rozbudować angielską flotę wojenną. Jednocześnie trwały przygotowania do kolejnej kampanii we Francji, podczas której wsparcie obiecał książę Burgundii. 25 kwietnia 1417 r. król opuścił Londyn i udał się do Southampton, gdzie czynił ostatnie przygotowania przed swoją drugą wyprawą do Francji.

## Podbój Francji
23 lipca 1417 r. król wypłynął z mocnym postanowieniem podbicia Francji. Jego pierwszym celem była Normandia. Działania Henryka polegały w tym okresie na metodycznym zdobywaniu zamków i urządzaniu niszczycielskich rajdów w głąb nieprzyjacielskiego terytorium. Dolna Normandia została błyskawicznie opanowana, rozpoczęto oblężenie Rouen i Paryża. Zadanie Henrykowi ułatwiały walki Armaniaków i Burgundczyków. 29 maja 1418 r. Burgundczycy opanowali Paryż i dokonali rzezi Armaniaków. 19 stycznia 1419 r. zdobyto Rouen, co oznaczało, że cała Normandia znalazła się w rękach Anglików. Armaniacy spróbowali wówczas dojść do porozumienia z Burgundczykami, ale zamordowanie księcia Burgundii 10 września 1419 r. przez dworzan delfina Karola ponownie rozpaliło ogień wojny domowej.
Zabójstwo księcia Burgundii oddaliło od Henryka największą groźbę, jaką było połączenie sił dwóch stronnictw. Nowy książę Burgundii, Filip III Dobry, porozumiał się z Henrykiem. Rozpoczęły się negocjacje z królową Izabelą Bawarską, żoną szalonego króla Karola. Sześć miesięcy negocjacji doprowadziło w końcu do podpisania 21 maja 1420 r. traktatu w Troyes. Był to gigantyczny sukces Henryka. Królowa Izabela uznała w nim swojego syna Karola za nieślubne dziecko i w imieniu swojego męża wyznaczyła Henryka jego następcą. Dla umocnienia praw do tronu angielskiego króla postanowiono małżeństwo Henryka z córką Karola VI i Izabeli, Katarzyną (27 października 1401 – 3 stycznia 1437). Ślub odbył się 2 czerwca w katedrze w Troyes. Z tego związku narodziło się jedyne dziecko Henryka, późniejszy król Anglii Henryk VI.

## Ostatnie lata
2 grudnia 1420 r. Henryk odbył tryumfalny wjazd do Paryża. Na początku 1421 r. powrócił wraz z żoną do Anglii, aby zebrać fundusze na dalsze działania. Armianiacy i delfin Karol nie uznali traktatu i wciąż prowadzili wojnę, jednak ich sytuacja militarna była coraz gorsza. Henryk powrócił do Francji w czerwcu 1421 r. Przez kolejny rok wojował z delfinem Karolem. Latem 1422 r., podczas oblężenia Meaux, nagle zachorował na przetokę. Po kapitulacji miasta został przeniesiony na noszach pod oblegane Cosne-sur-Loire, ale z powodu pogarszającego się stanu zdrowia został przeniesiony do zamku Vincennes. Zmarł tam 31 sierpnia 1422 r., na dwa miesiące przed swoim szalonym teściem. Jego ostatnie słowa brzmiały: Gdyby Bóg pozwolił mi dożyć starości i zakończyć wojnę z Francją, zdobyłbym Ziemię Świętą.
Ze względu na upały i brak balsamisty ciało króla pozbawiono wnętrzności i poćwiartowano. Szczątki Henryka zostały ugotowane, a następnie wywar i fragmenty ciała pochowano na cmentarzu w Vincennes, a kości przewieziono w ołowianej skrzynce wśród aromatycznych substancji do Anglii. Kilkumiesięczny syn zmarłego króla, również Henryk, został okrzyknięty królem Anglii i Francji.
Sukcesy Henryka miały bardzo krótki żywot. Anglia rychło pogrążyła się w walkach o władzę wewnątrz Rady Regencyjnej. Syn Henryka popadł później w obłęd i chaos w Anglii pogłębił się. Delfin Karol ogłosił się królem Francji Karolem VII. W 1429 r. Joanna d’Arc uwolniła oblężony Orlean od Anglików, co oznaczało początek końca angielskiej przewagi w wojnie. Miraż francuskiej korony na głowie angielskiego króla okazał się krótkotrwały.